# Dmitriy Balandin
Pour les articles homonymes, voir Balandin.
Dmitriy Igorevich Balandin (en kazakh : Дмитрий Игоревич Баландин, né le 4 avril 1995 à Almaty) est un nageur kazakh, spécialiste de la brasse.
Il remporte trois médailles d'or aux Jeux asiatiques de 2014.
En 2 min 7 s 46, il remporte à la surprise générale le 200 m brasse lors des Jeux olympiques de 2016 à Rio. C'est la première médaille olympique kazakhe en natation.